# Klaus-Peter Stollberg
Klaus-Peter Stollberg (15 de septiembre de 1959) es un deportista de la RDA que compitió en judo. Ganó una medalla de bronce en el Campeonato Mundial de Judo de 1983, y dos medallas de bronce en el Campeonato Europeo de Judo, en los años 1982 y 1983.

## Palmarés internacional
| Campeonato Mundial | Campeonato Mundial | Campeonato Mundial | Campeonato Mundial |
| Año                | Lugar              | Medalla            | Categoría          |
| ------------------ | ------------------ | ------------------ | ------------------ |
| 1983               | Moscú (URSS)       | Medalla de bronce  | –60 kg             |
| Campeonato Europeo |                    |                    |                    |
| Año                | Lugar              | Medalla            | Categoría          |
| 1982               | Rostock (RDA)      | Medalla de bronce  | –60 kg             |
| 1983               | París (Francia)    | Medalla de bronce  | –60 kg             |